# Jenny Agutter
Jenny Agutter, OBE (Taunton, 20 de dezembro de 1952) é uma atriz inglesa.

## Biografia
Nascida na Inglaterra, Agutter começou a representar na escola de balé e pouco depois foi escolhida para estrelar a série The Railway Children na BBC.
Em 1971, recebeu diversos elogios por sua interpretação no filme Walkabout, de Nicolas Roeg, onde deu vida a uma jovem de 16 anos que vive isolada no interior da Austrália.
Em 1972, a série The Railway Children virou um filme de sucesso e, no mesmo ano a atriz ganhou um Emmy por The Snow Goose (1971), de Paul Gallico.
Ganhou um BAFTA (British Academy of Film and Television Arts) por sua atuação em Equus (1977), de Sidney Lumet, e outro por Um Lobisomem Americano em Londres (1981), onde interpretou uma enfermeira.
Nos últimos anos, divide seu tempo entre Londres e Los Angeles, embora suas participações em filmes tenham se tornado esporádicas.